# Bartoszówka (gromada)
Bartoszówka – dawna gromada, czyli najmniejsza jednostka podziału terytorialnego Polskiej Rzeczypospolitej Ludowej w latach 1954–1972.
Gromady, z gromadzkimi radami narodowymi (GRN) jako organami władzy najniższego stopnia na wsi, funkcjonowały od reformy reorganizującej administrację wiejską przeprowadzonej jesienią 1954 do momentu ich zniesienia z dniem 1 stycznia 1973, tym samym wypierając organizację gminną w latach 1954–1972.
Gromadę Bartoszówka z siedzibą GRN w Bartoszówce utworzono – jako jedną z 8759 gromad na obszarze Polski – w powiecie grodziskomazowieckim w woj. warszawskim, na mocy uchwały nr VI/10/4/54 WRN w Warszawie z dnia 5 października 1954. W skład jednostki weszły obszary dotychczasowych gromad Bartoszówka, Dwórzno, Grzegorzewice, Kaczków, Lasek, Piotrkowice i Skuły ze zniesionej gminy Skuły w tymże powiecie. Dla gromady ustalono 10 członków gromadzkiej rady narodowej.
31 grudnia 1959 do gromady Bartoszówka przyłączono obszar zniesionej gromady Słubica Dobra w tymże powiecie.
31 grudnia 1961 do gromady Bartoszówka przyłączono wsie Petrykozy i Redlanka ze znoszonej gromady Budki Petrykowskie w powiecie grójeckim w tymże województwie.
Gromada przetrwała do końca 1972 roku, czyli do kolejnej reformy gminnej.